# Agkistrodon bilineatus
Espèce
Synonymes
- Agkistrodon bilineatus lemosespinali Smith & Chiszar, 2001

Statut de conservation UICN

 NT  : Quasi menacé
Statut CITES
Agkistrodon bilineatus est une espèce de serpents de la famille des Viperidae. 

## Répartition
Cette espèce se rencontre :
- au Mexique dans le Sud du Sonora, au Sinaloa, au Nayarit, au Jalisco, au Colima, au Michoacán, au Guerrero, au Morelos, en Oaxaca et au Chiapas ;
- au Guatemala ;
- au Salvador ;
- dans l'Ouest du Honduras.

## Description

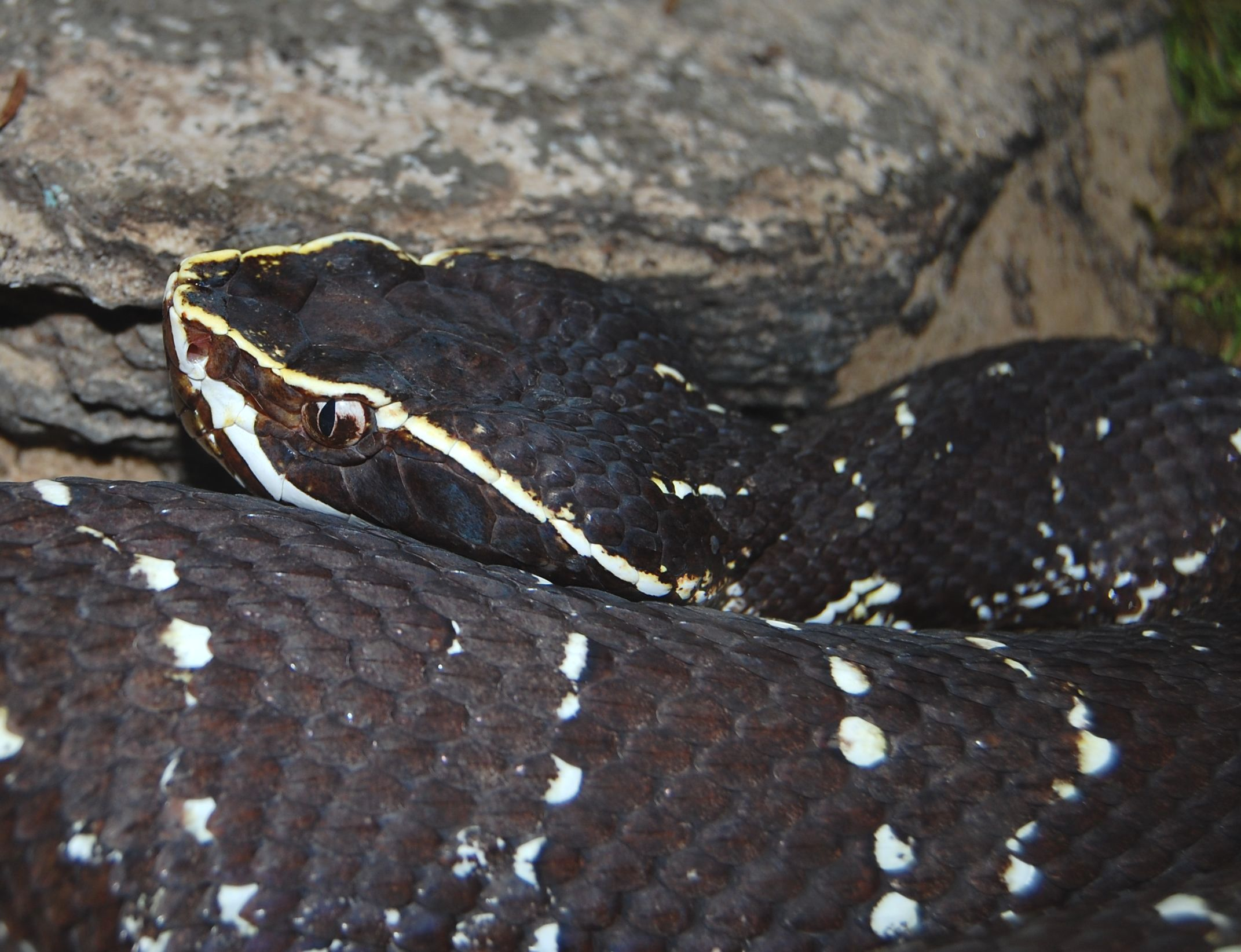
Agkistrodon bilineatus

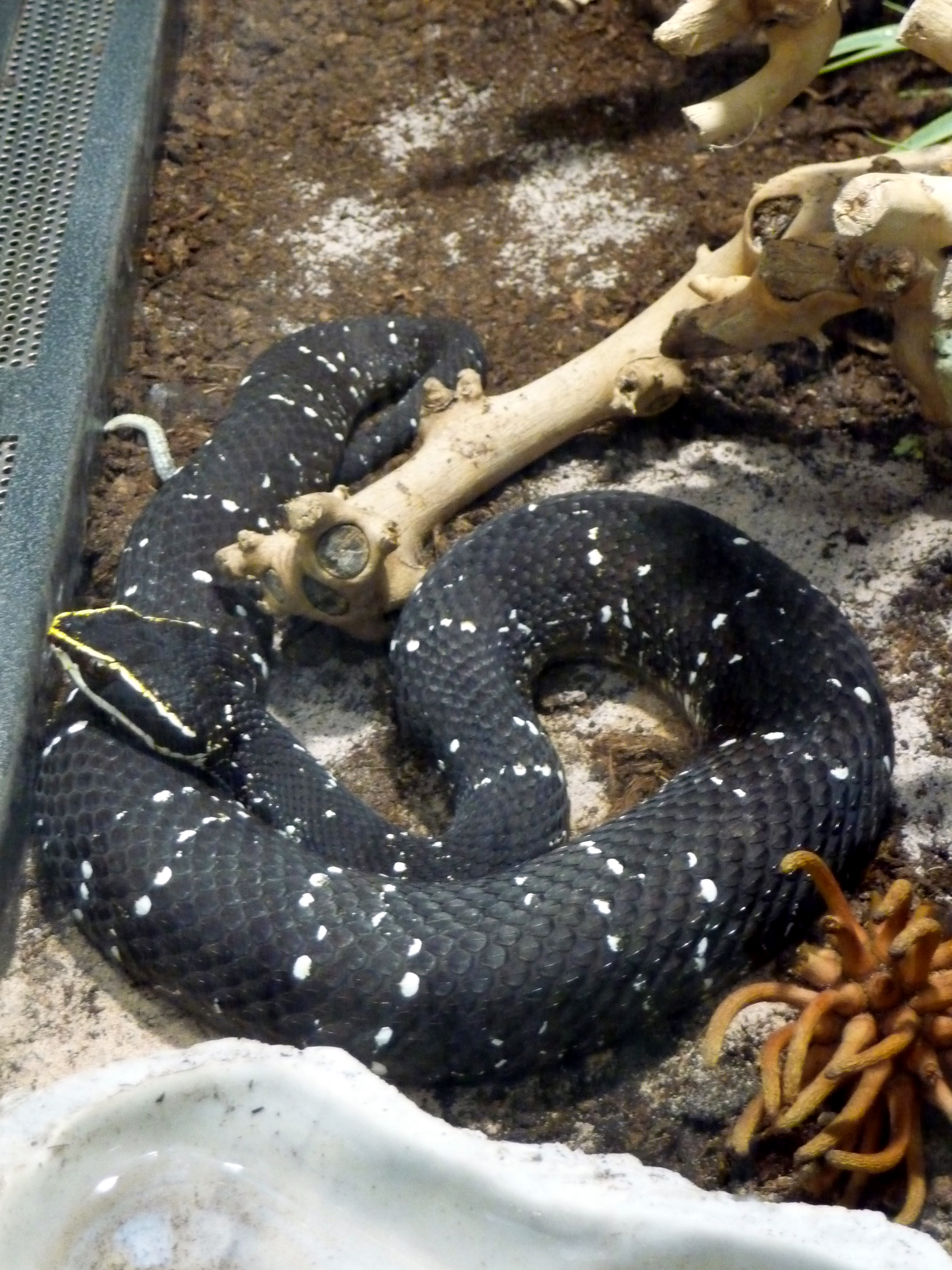
Agkistrodon bilineatus

C'est un serpent venimeux assez massif, qui atteint environ 60 cm de long. La tête est triangulaire avec de petits yeux.

## Taxinomie
Les sous-espèces Agkistrodon bilineatus howardgloydi et Agkistrodon bilineatus russeolus ont été élevées au rang d'espèce par Porras, Wilson, Schuett et Reiserer en 2013.

## Publication originale
- Günther, 1863 : Third account of new species of snakes in the collection of the British Museum. Annals and magazine of natural history, sér. 3, vol. 12, p. 348-365 (texte intégral).